# Colysis hemitoma
Colysis hemitoma là một loài thực vật có mạch trong họ Polypodiaceae. Loài này được (Hance) Ching miêu tả khoa học đầu tiên năm 1933.